# Vernonia scapiformis
Vernonia scapiformis là một loài thực vật có hoa trong họ Cúc. Loài này được (DC.) Drake miêu tả khoa học đầu tiên.